# Robert Englund
Robert Barton Englund (Glendale (Californië), 6 juni 1947) is een Amerikaans acteur, stemacteur, zanger en regisseur. Hij werd vooral bekend door zijn rol van Freddy Krueger in de filmfranchise A Nightmare on Elm Street die hij in acht films en een televisieserie uitbeeldde. In 1987 (A Nightmare on Elm Street 3: Dream Warriors) en 1988 (A Nightmare on Elm Street 4: The Dream Master) werd hij genomineerd voor een Saturn Award voor die rol. In 2001 ontving hij een Saturn Award voor zijn gehele oeuvre. Englund is een klassiek geschoold acteur.

## Biografie
Englund werd geboren in Glendale (Californië). Zijn ouders waren Janis MacDonald en Clyde Kent Englund, een luchtvaartingeneur die onder andere betrokken was bij de ontwikkeling van de Lockheed U-2.

### Opleiding
De acteur, van Zweedse origine, begon op zijn twaalfde met acteerlessen op de California State University - Northridge in een jeugdprogramma. Terwijl hij nog op het voortgezet onderwijs zat, volgde hij acteerlessen op de Cranbrook Theatre School (een initiatief van de Cranbrook Educational Community in Bloomfield Hills, Michigan). Daarna studeerde hij aan de California State University, waar hij zijn bachelordiploma Arts in theatre behaalde, en vervolgens aan de Oakland University, waar hij ervaring opdeed aan het Meadow Brook Theater (destijds een tak van de Royal Academy of Dramatic Art).

### Relaties
Englund trouwde drie keer. De eerste keer tijdens zijn studiejaren en in 1986 met Roxanne Rogers, die hij een filmrol bezorgde in de door hem geregisseerde film 976-EVIL. Hij scheidde van haar in 1988. Later dat jaar, op 1 oktober, trouwde hij met Nancy Booth, met wie hij nog steeds getrouwd is.

## Carrière

### Theater
Englund raakte al op jonge leeftijd geïnteresseerd in acteren door een schoolvriendin die betrokken was bij een lokaal theater in San Fernando Valley. Aanvankelijk bood Englund zich aan als (coulisse)medewerker. Naar eigen zeggen om in de nabijheid van aantrekkelijke meisjes te kunnen vertoeven. Aangezien hij nog nooit ook maar één acteerles had gehad, leek het hem een goed idee om onderaan de ladder te beginnen. Het theater bleek echter geen grondpersoneel nodig te hebben en ze boden hem aan om auditie te doen voor een rol. Tot zijn eigen verbazing kreeg hij de mannelijke hoofdrol in een productie van Hans en Grietje. Vervolgens kreeg hij rol na rol en vooraleer Englund aan zijn studie begon had hij al in talloze kindertheaterproducties gespeeld. Ook tijdens zijn studie acteerde hij vooral in het theater. Zijn eerste grote theaterrol was in een adaptatie van Godspell in 1972. Nadien verscheen Englund in verscheidene regionale producties.

### Film
Begin jaren zeventig deed hij auditie voor een rol in de film Badlands. Hij kreeg de rol niet maar besloot in Los Angeles te blijven. In 1974 maakte hij zijn filmdebuut in de film Buster and Billie.
In 1977 deed hij auditie voor de rol van Han Solo in de film Star Wars maar kreeg de rol niet, waarna hij Mark Hamill (met wie hij destijds een appartement deelde) overtuigde om ook auditie te doen voor dezelfde rol. Hamill kreeg uiteindelijk de rol van Luke Skywalker. Englund speelde hierna in verscheidene films en miniseries en verkreeg zijn eerste wereldwijde bekendheid voor zijn rol van 'Willie' in de sciencefictionserie "V".

##### A Nightmare on Elm Street
In 1984 kwam zijn grote doorbraak met de rol van Freddy Krueger in het zeer succesvolle A Nightmare on Elm Street. Englund speelde de rol uiteindelijk in acht films en een televisieserie (Freddy's Nightmares uit 1988). Hij is daarmee een van de slechts twee acteurs die eenzelfde horrorpersonage acht keer uitbeeldden. Doug Bradley, die de rol van Pinhead speelde in acht films uit de Hellraiserfranchise, is de andere. Na Nightmare on Elmstreet speelde hij nog in vele andere horrorfilms, waaronder Urban Legend  (1998). In totaal speelde hij in zeventig films. Englund speelde ook in verschillende televisieseries, onder andere in Charmed. In 1988 maakte hij zijn regiedebuut met de film 976-EVIL en in 2008 regisseerde hij zijn tweede film, getiteld Killer Pad, die direct op dvd uitkwam.

## Filmografie

### Als acteur

##### Film
- Buster and Billie (1974)
- Sunburst (1975)
- Stay Hungry (1976)
- Young Joe, the Forgotten Kennedy (1977)
- The Last of the Cowboys (1977)
- Eaten Alive (1977)
- The Fifth Floor (1978)
- Bloodbrothers (1978)
- Big Wednesday (1978)
- The Courage and the Passion (1978)
- Mind Over Murder (1979)
- Galaxy of Terror (1981)
- Dead & Buried (1981)
- Don't Cry, It's Only Thunder (1982)
- Mysterious Two (1982)
- Thou Shalt Not Kill (1982)
- Hobson's Choice (1983) (1983)
- I Want to Live (1983)
- V (1983)
- Starflight: The Plane That Couldn't Land (1983)
- The Fighter (1983)
- Journey's End(1983)
- A Nightmare on Elm Street (1984)
- A Nightmare on Elm Street Part 2: Freddy's Revenge (1985)
- Never Too Young to Die (1986)
- Infidelity (1987)
- A Nightmare on Elm Street 3: Dream Warriors (1987)
- A Nightmare on Elm Street 4: The Dream Master (1988)
- The Freddy Krueger Special (1988)
- The Phantom of the Opera (1989)
- C.H.U.D. II - Bud the Chud (1989)
- A Nightmare on Elm Street 5: The Dream Child (1989)
- The Adventures of Ford Fairlaine (1990)
- Freddy's Dead: The Final Nightmare (1991)
- Dance Macabre (1992)
- Mortal Fear (1994)
- A Perry Mason Mystery: The Case of the Lethal Lifestyle (1994)

- Wes Craven's New Nightmare (1994)
- The Unspoken Truth (1995)
- The Mangler (1995)
- Night Terrors (1995)
- La lengua asesina (1996)
- The Vampyre Wars (1996)
- Wishmaster (1997)
- Starquest II (1997)
- Strangeland (1998)
- Urban Legend (1998)
- Meet the Deedles (1998)
- The Prince and the Surfer (1999)
- Python (2000)
- Wish You Were Dead (2002)
- Cold Sweat (2002)
- Nobody Knows Anything (2003)
- Il ritorno di Cagliostro (2003)
- Kako los son (2003)
- Freddy vs. Jason (2003)
- Windfall (2003)
- 2001 Maniacs (2005)
- Heartstopper (2006)
- Behind the Mask: The Rise of Leslie Vernon (2006)
- Hatchet (2006)
- Black Swarm (2007)
- Jack Brooks: Monster Slayer (2007)
- Zombie Strippers (2008)
- Red (2008)
- Night of the Sinner (2009)
- Underground Entertainment: The Movie (2010)
- I Want to Be a Soldier (2010)
- The Mole Man of Belmont Avenue (2010)
- Inkubus (2011)
- Good Day of It (2011)
- Strippers vs Werewolves (2012)
- Lake Placid: The Final Chapter (2012)
- Kantemir (2015)

##### Televisie
- V (1984) (19 afleveringen)
- Downtown (1986) (14 afleveringen)
- Freddy's Nightmares (1988) (44 afleveringen)
- Married... with Children (1997) (Aflevering 'Damn Bundy's' als de duivel)
- Fear Clinic (2009) (5 afleveringen)
- The Spectacular Spider-Man (2009) (5 afleveringen)
- Fear Clinic: Director Diaries (2010) (6 afleveringen)
- Stranger Things (2022) (Aflevering 'Dear Billy' als Victor Creel)

### Als regisseur
- 976-EVIL (1988)
- Killer Pad (2008)

## Prijzen en nominaties
- 1988 - Saturn Award nominatie voor Best Supporting Actor (A Nightmare on Elm Street 3: Dream Warriors)
- 1990 - Saturn Award nominatie voor Best Supporting Actor (A Nightmare on Elm Street 4: The Dream Master)
- 1995 - Fantafestival award voor Best Actor (The Mangler)
- 2001 - Saturn Life Career Award (gehele oeuvre)
- 2004 - Fangoria Chainsaw Award voor Best Actor (Freddy vs. Jason)
- 2007 - Sitges Time-Machine Honorary Award
- 2009 - Fangoria Chainsaw Awards voor Best Supporting Actor (Jack Brooks: Monster Slayer)
- 2010 - New York City Horror Film Festival Lifetime Achievement Award

## Trivia
- In 2010 verscheen er een remake van A Nightmare on Elm Street. Hierin werd Freddy Krueger gespeeld door Jackie Earle Haley.

- Biblioteca Nacional de España: XX1062602
- Bibliothèque nationale de France: cb139457212 (data)
- Gemeinsame Normdatei: 1012429210
- International Standard Name Identifier: 0000 0001 2020 6434
- Library of Congress Control Number: no99019984
- Nationale Bibliotheek van Tsjechië: xx0059377
- Nationale Bibliotheek van Polen: a0000001717213
- Nederlandse Thesaurus van Auteursnamen: 274456974
- SNAC: w6zk6cgg
- Système universitaire de documentation: 165038810
- Virtual International Authority File: 9475249
- WorldCat: E39PBJyhc4j84CbjGRCYkWrjG3